# Lunenburg
Lunenburg es un pequeño pueblo portuario del condado de Lunenburg en la provincia de Nueva Escocia, Canadá, a 90 km de distancia de Halifax, sobre la costa del Océano Atlántico. En el año 2011 contaba con 2.313 habitantes, aún este número crece notablemente durante el período estival a causa del gran reclamo turístico que ejerce la ciudad.
Lunenburg fue fundada en el año 1753 y fue llamada así en honor del rey del Reino Unido de la Gran Bretaña e Irlanda, Jorge II, que era también duque de Brunswick-Lünenburg.
Hoy en día es un importante puerto y un centro de la construcción naval, la ciudad alberga numerosas pequeñas industrias en el sector de la alta tecnología y del comercio.

## Patrimonio de la Humanidad
La ciudad está incluida desde el año 1995 en la lista del Patrimonio de la Humanidad, de la Unesco, el que asegura la protección de su arquitectura única, un perfecto ejemplo del edificación colonial británica en Norteamérica.
En Lunenburg fue construida la famosa goleta Bluenose, que es una importante atracción turística de la ciudadanía, visitada al año por más de mil personas.
Los primeros habitantes de Lunenburg, fueron colonos alemanes del estado alemán de Renania del Norte-Westfalia, suizos y franceses de Montbéliard. La ola migratoria fue tan intensa que produjo el alemán de Pensilvania. Eran prostestantes extranjeros establecidos en el reino británico. Muchos de sus descendientes viven todavía en la ciudad, influyendo en el estilo de vida de la región.

### Galería

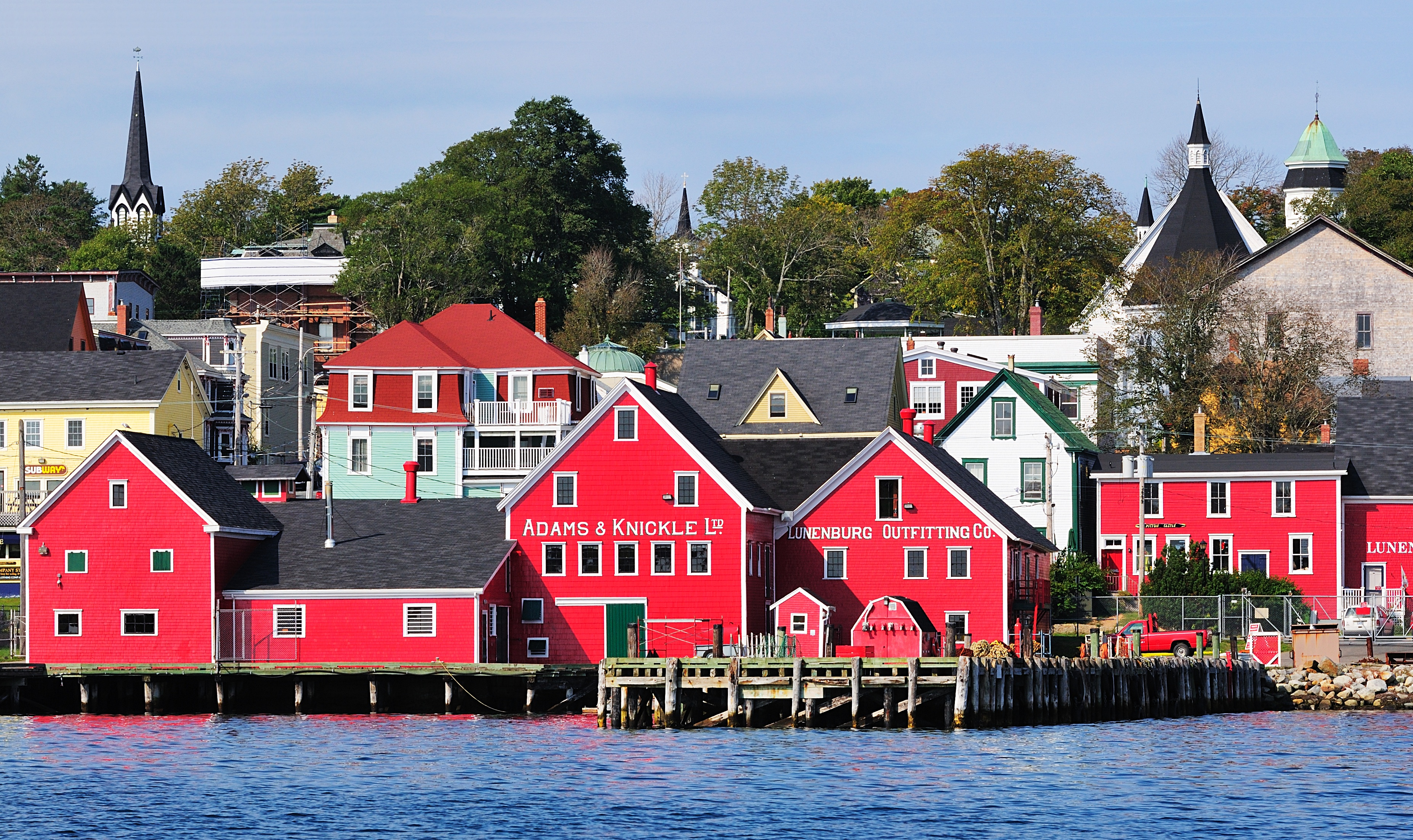
Puerto de Lunenburg.
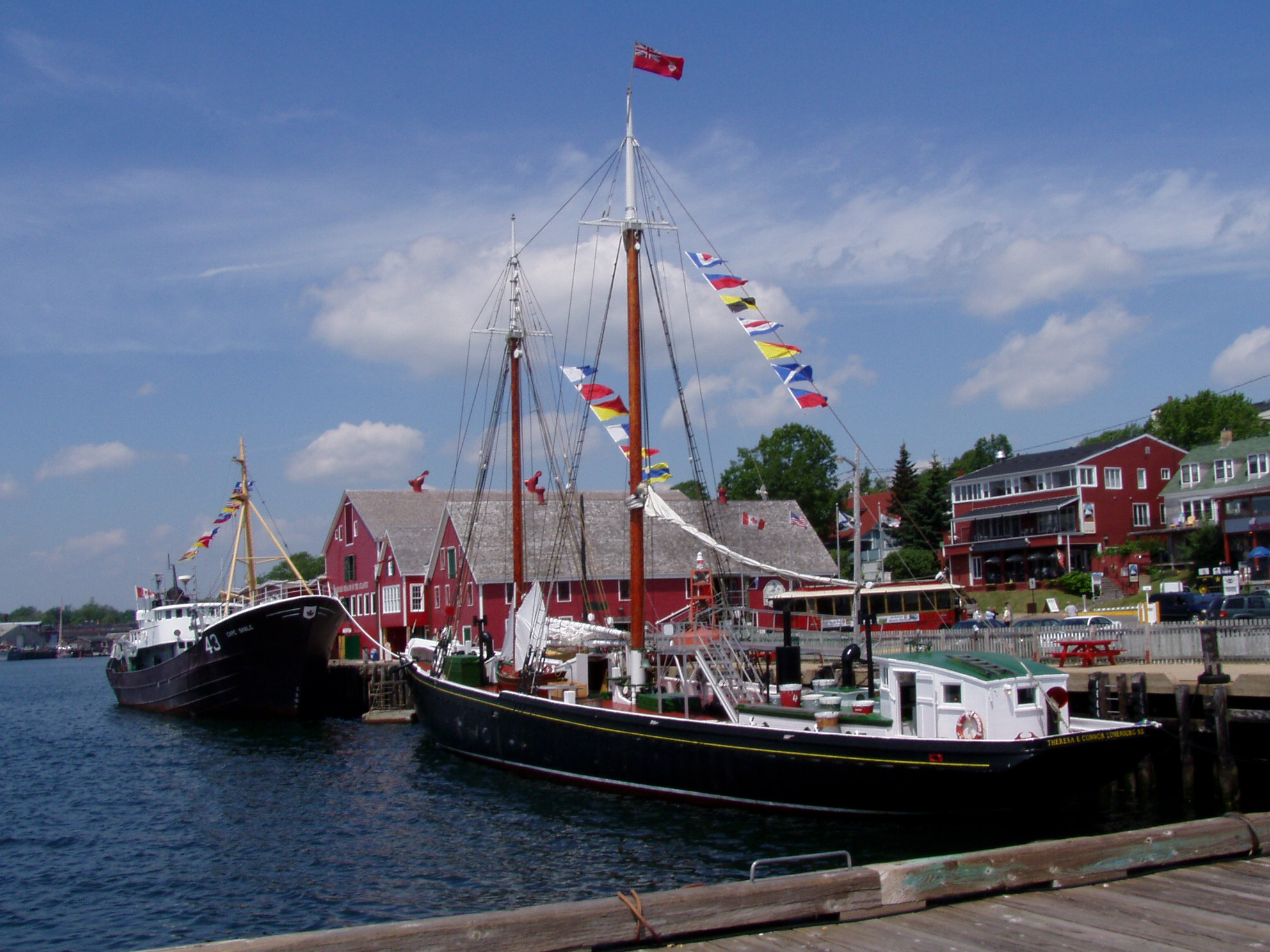
Fisheries Museum of the Atlantic.
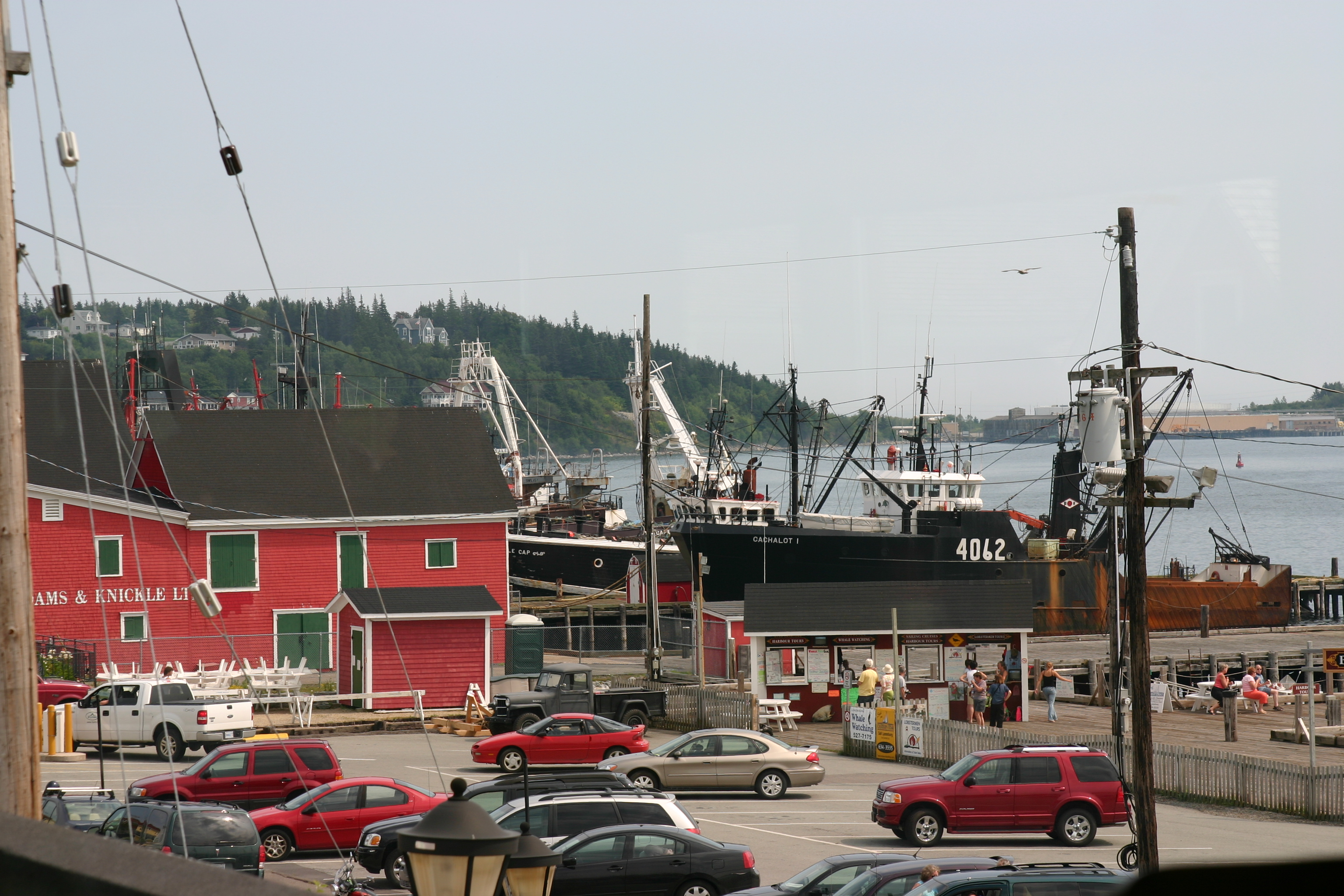
Astilleros de Lunenburg.
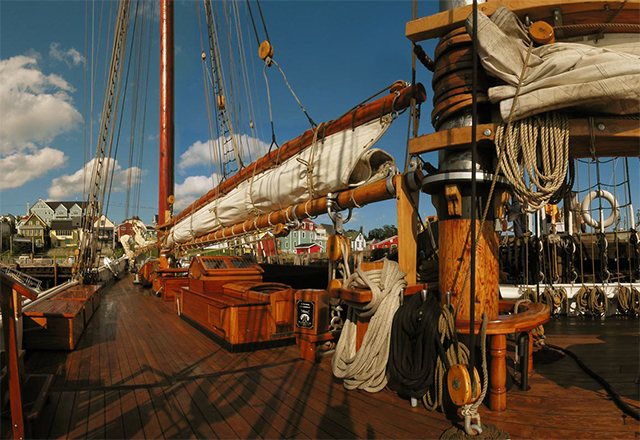
Bluenose II en Lunenburg.
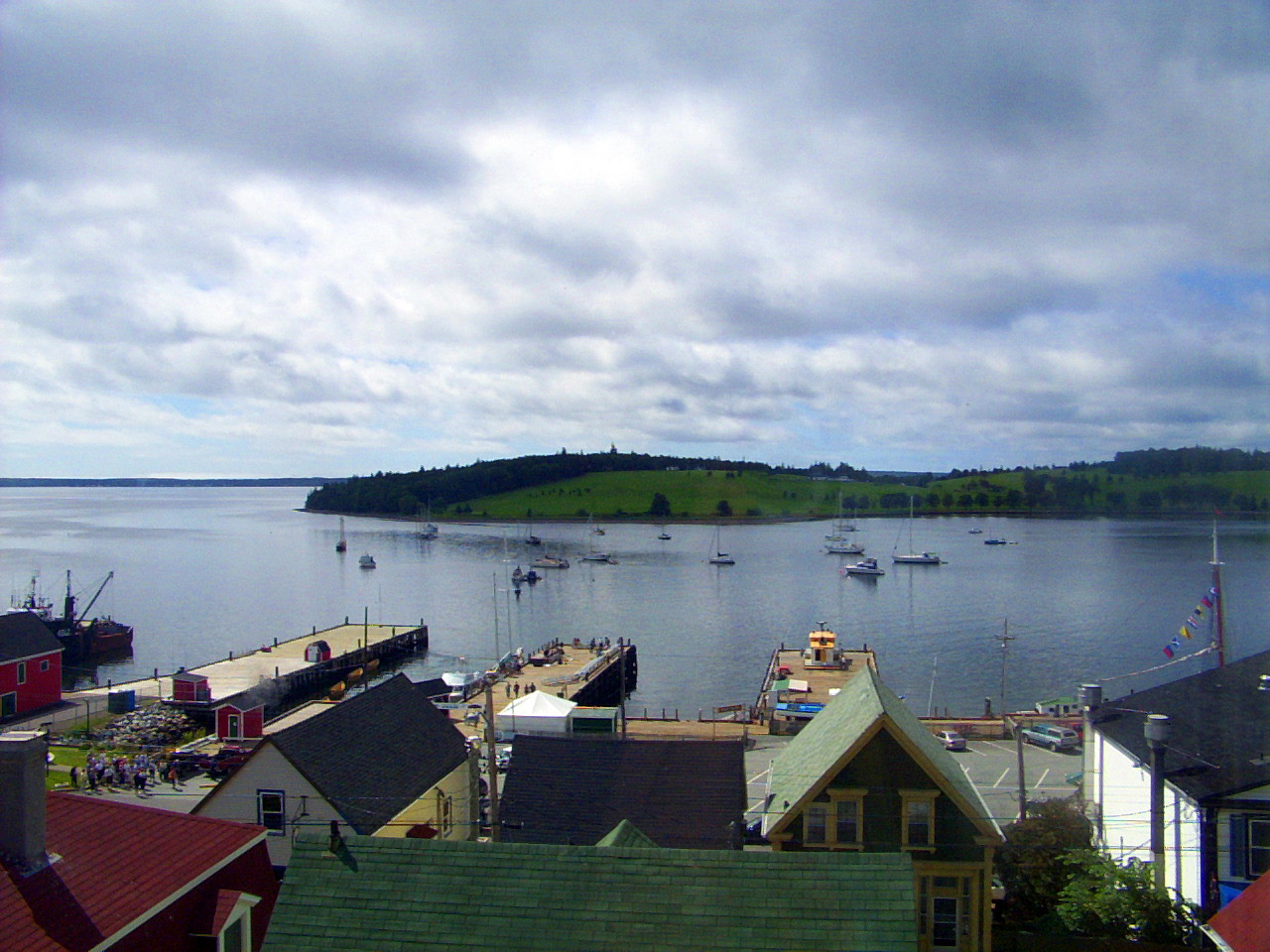
Vista de la costa.
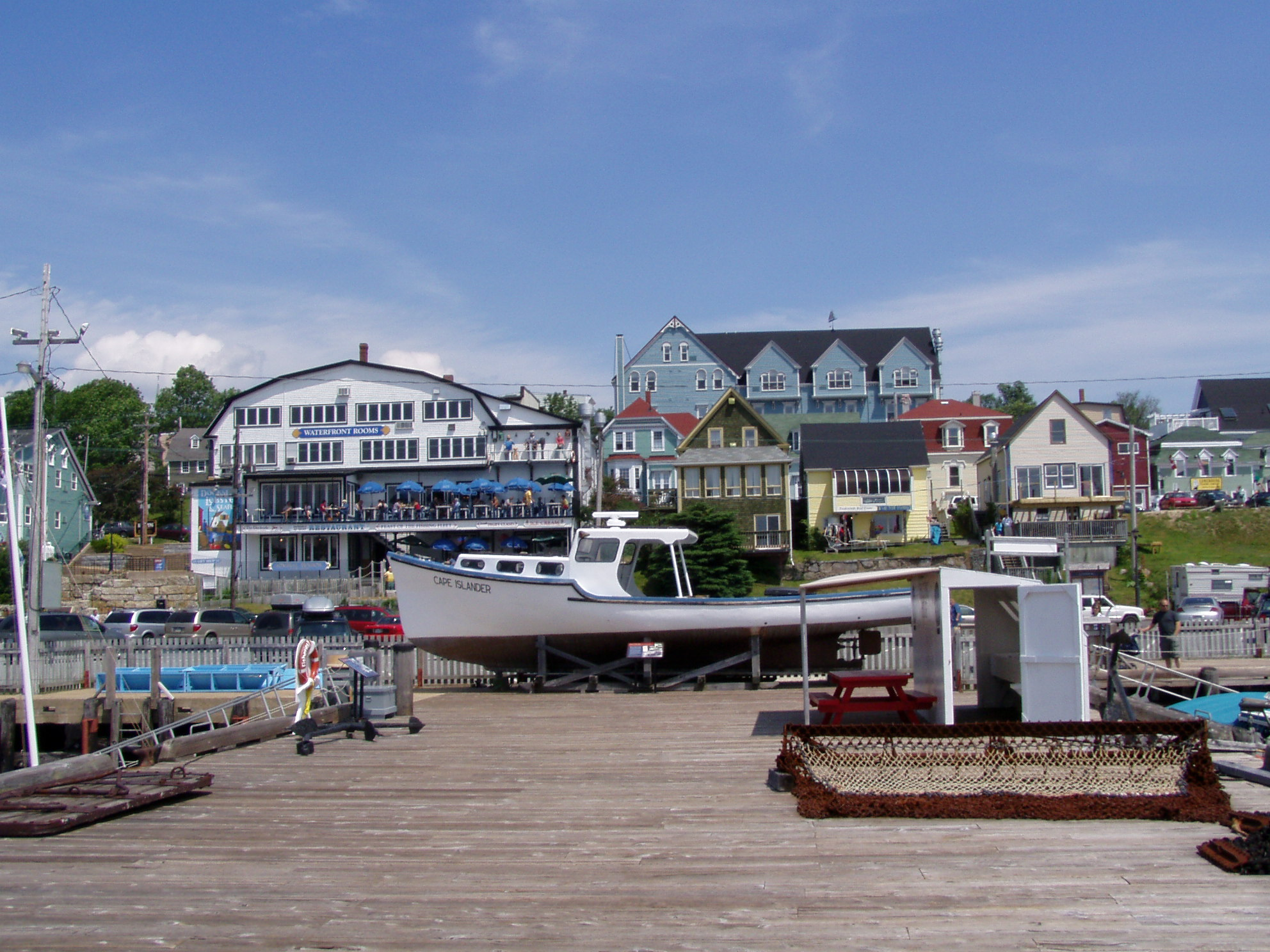
El paseo marítimo de Lunenburg.
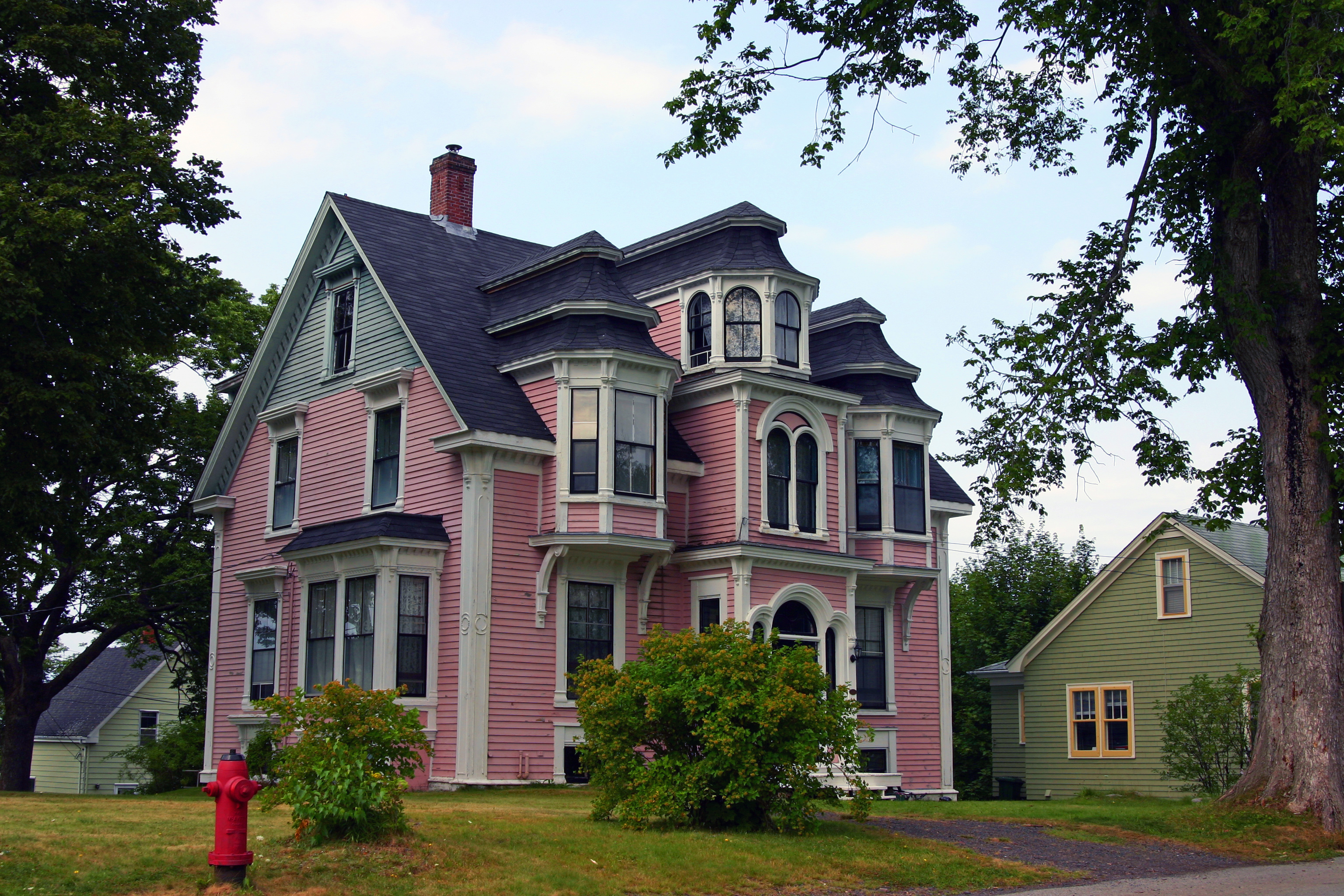
Una casa típica de Lunenburg.
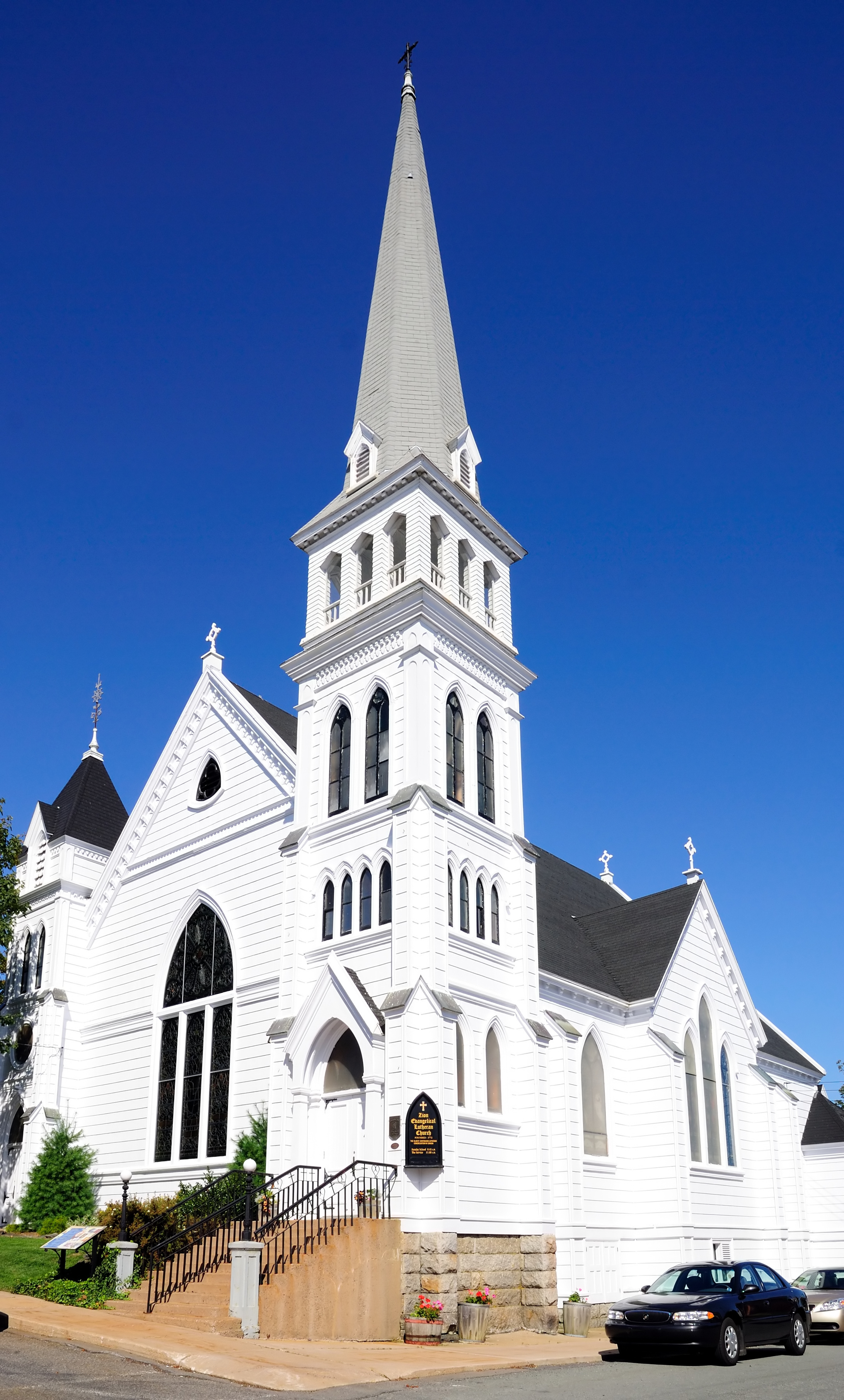
Iglesia Luterana de Sion.
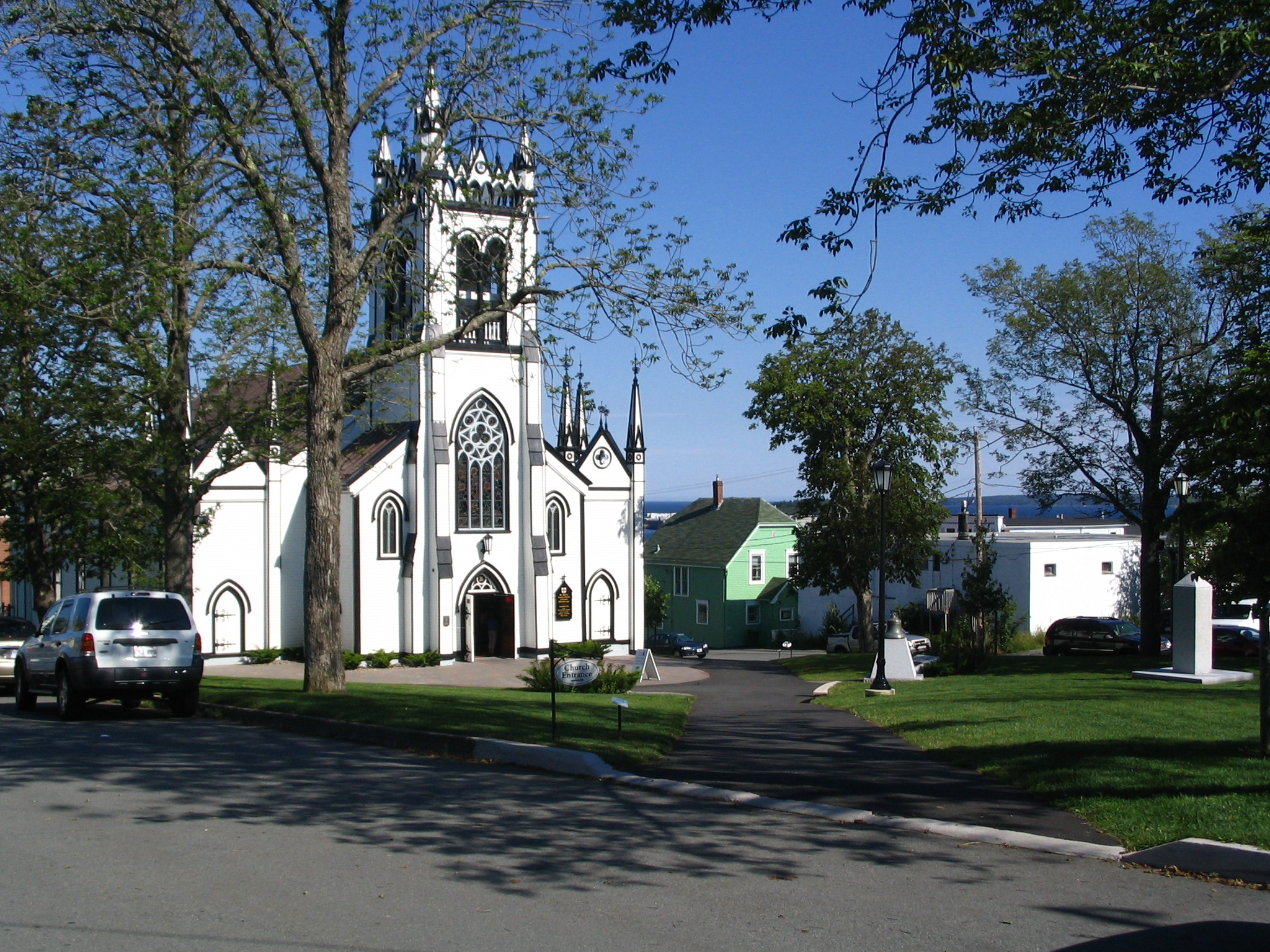
Iglesia Anglicana Saint John's.
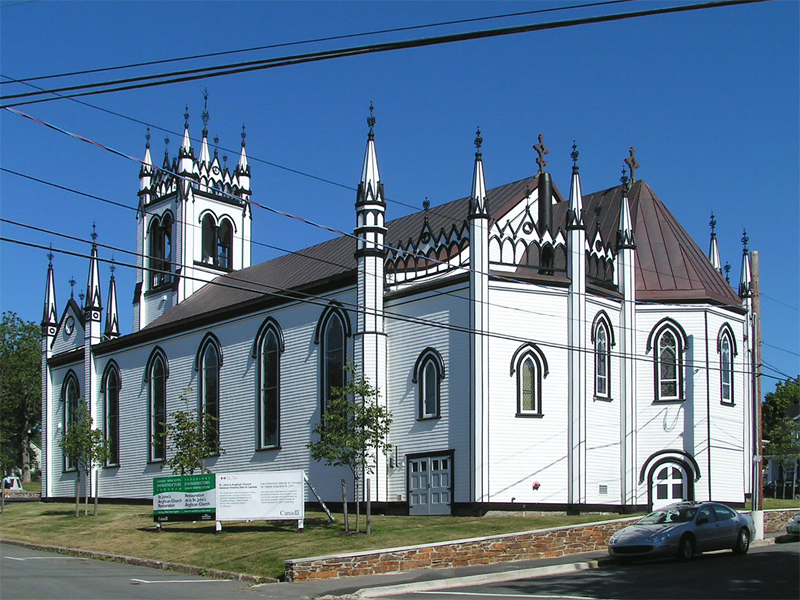
Iglesia Anglicana St. John's.